# Grzybiec (owady)

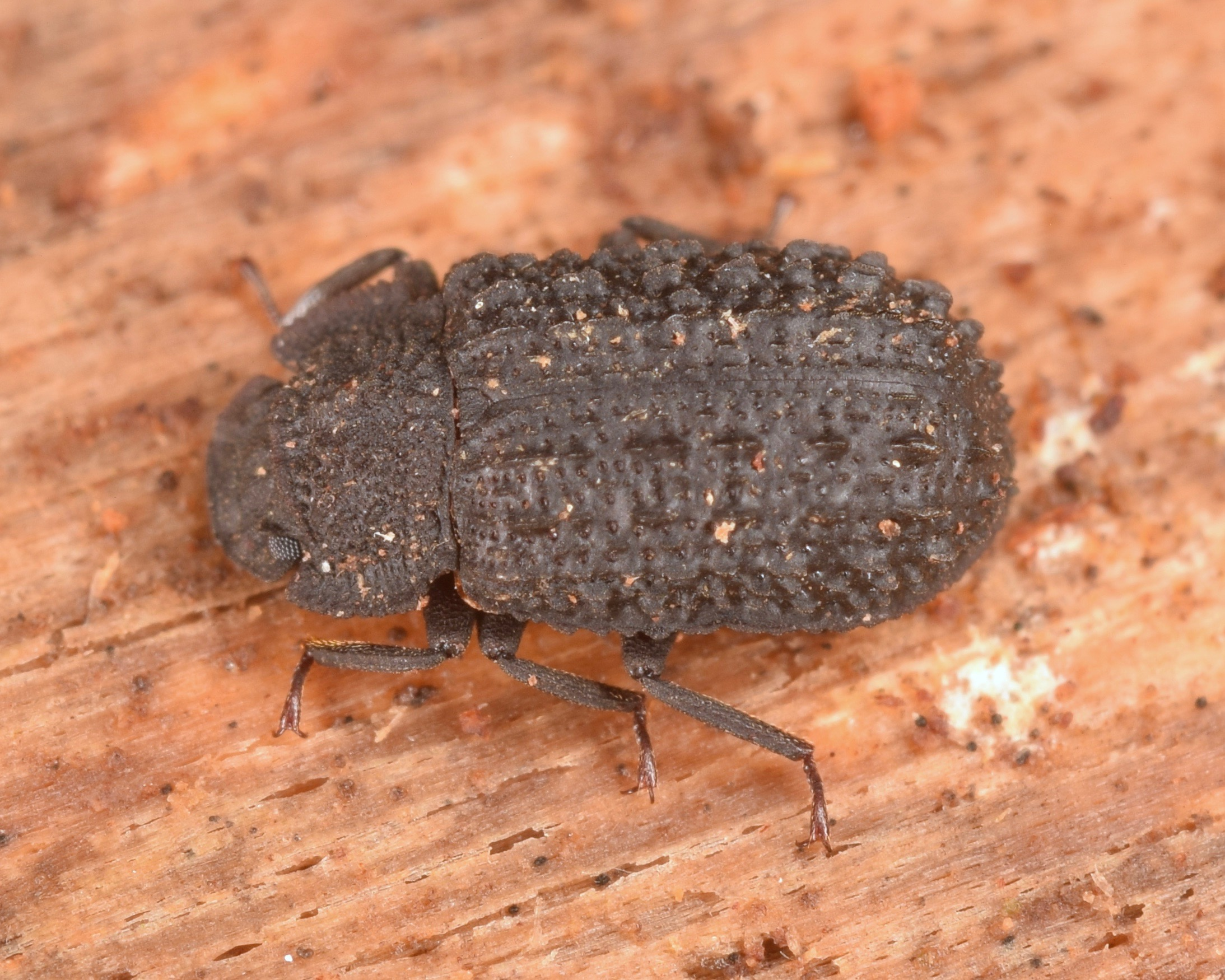
Bolitophagus corticola

Grzybiec, grzybożerek (Bolitophagus) – rodzaj chrząszczy z rodziny czarnuchowatych i podrodziny Tenebrioninae.

## Morfologia
Chrząszcze o zarysie ciała z równoległymi bokami, w przypadku fauny europejskiej osiągające od 3 do 8 mm długości. Ubarwienie mają ciemne, rdzawobrązowe do czarnego. Głowa jest krótka i szeroka, półkolista w zarysie, o nieząbkowanych brzegach, bardzo szerokim czole, równoległych skroniach i małych, ukośnych, całkowicie lub prawie całkowicie podzielonych występami policzków oczach. Czułki są stosunkowo krótkie, o członach od piątego do dziesiątego ząbkowato rozszerzonych na szczytach, od szóstego do dziesiątego szerszych niż dłuższych, a jedenastym owalnym. Szersze niż dłuższe przedplecze ma szeroko rozpłaszczone, rynienkowate brzegi boczne, wykrojony brzeg przedni, wycięty przy tylnych kątach brzeg tylny oraz wyraźnie punktowaną i mikroskopowo ziarenkowaną powierzchnię. Podługowato-owalne, w części środkowej równoległoboczne pokrywy mają dobrze zaznaczone guzy barkowe, nieząbkowane brzegi boczne, wyraźnie wgłębione i punktowane rzędy oraz żebrowato wysklepione międzyrzędy, różniące się między sobą ukształtowaniem. Skrzydła tylnej pary są dobrze wykształcone. Odnóża są krótkie, mocno zbudowane, skąpo porośnięte bladymi, drobnymi szczecinkami. Stopy tylnej pary mają człon czwarty tak długi jak trzy poprzednie wzięte razem.

## Ekologia i występowanie
Owady mykofagiczne. Wszystkie stadia rozwojowe występują w owocnikach grzybów rosnących na drzewach liściastych i iglastych, w tym hubach i żagwiach.
Przedstawiciele rodzaju występują w krainach nearktycznej i palearktycznej. Z tej drugiej znane są cztery gatunki, z których dwa podawane są z Europy, w tym z Polski, B. reticulatus i B. interruptus.

## Taksonomia
Takson ten wprowadzony został w 1798 roku przez Johanna K.W. Illigera. Gatunkiem typowym wyznaczono Silpha reticulata.
Do rodzaju zalicza się sześć opisanych gatunków:
- Bolitophagus corticola Say, 1825
- Bolitophagus granulatus Fischer von Waldheim, 1842
- Bolitophagus interruptus Illiger, 1800
- Bolitophagus reticulatus (Linnaeus, 1767)
- Bolitophagus subnitiger Reitter, 1896
- †Bolitophagus vetustus Heyden et Heyden, 1866

W zapisie kopalnym owady te znane są z oligocenu.